# Cabera pacificaria
Cabera pacificaria är en fjärilsart som beskrevs av Alpheus Spring Packard 1876. Cabera pacificaria ingår i släktet Cabera och familjen mätare. Inga underarter finns listade i Catalogue of Life.